# Кошатов
Кошатов (укр. Кошатів) — село в Здолбуновской городской общине Ровненского района Ровненской области Украины.
До 2020 года входило в Здолбуновский район.
Население по переписи 2001 года составляло 308 человек. Почтовый индекс — 35708. Телефонный код — 3652. Код КОАТУУ — 5622680603.